# Chiết khấu động
Chiết khấu động mô tả một tập hợp các phương thức trong đó các điều khoản thanh toán có thể được thiết lập giữa người mua và nhà cung cấp để tăng tốc thanh toán cho hàng hóa hoặc dịch vụ để đổi lấy giá giảm hoặc chiết khấu. Phương thức chiết khấu động được sử dụng cho các giao dịch giữa doanh nghiệp với doanh nghiệp khi các điều khoản thanh toán sớm theo hợp đồng hoặc được thiết lập trước có thể không tồn tại hoặc ngày thanh toán không tuân theo các điều khoản chiết khấu đã thỏa thuận. Chiết khấu động bao gồm khả năng đồng ý với các điều khoản thay đổi mức chiết khấu theo ngày thanh toán sớm. Thanh toán càng sớm, chiết khấu càng lớn. Ngoài ra, nó bao gồm khả năng cho người mua hoặc nhà cung cấp đề xuất ngày thanh toán sớm và chiết khấu cho khoản thanh toán một lần bằng thư điện tử hoặc phần mềm chuyên dụng. Thông qua việc sử dụng các phương pháp chiết khấu động, các tổ chức mua có thể tăng số lượng và quy mô của chiết khấu thanh toán sớm mà họ nhận được và nhà cung cấp có thể được thanh toán sớm hơn với chi phí vốn thấp hơn so với các lựa chọn thay thế. Một loạt các khái niệm có sẵn để thực hiện chiết khấu động vào tài chính chuỗi cung ứng (SCF): chiết khấu động có thể được coi là một hình thức tương đối đơn giản, theo đó nhà cung cấp cấp chiết khấu tiền mặt để thanh toán sớm hóa đơn - số tiền giảm và thời gian thanh toán nhanh chóng và tự do thương lượng.

## Lịch sử
Cơ hội kiếm được chiết khấu để đổi lấy thanh toán sớm trong thương mại giữa doanh nghiệp với doanh nghiệp đã bị giới hạn trong lịch sử bởi thời gian cần thiết để các tài khoản phải trả để nhận và phê duyệt hóa đơn giấy. Một hóa đơn mất 20 ngày để được phê duyệt, ví dụ, không thể được thanh toán kịp thời để đủ điều kiện giảm giá có sẵn từ nhà cung cấp để thanh toán vào ngày 10. Với sự ra đời của hóa đơn điện tử và tự động hóa thanh toán mua hàng (P2P) được kích hoạt bởi Internet, các tổ chức mua hàng ngày càng có thể phê duyệt hóa đơn nhanh hơn và tận dụng giảm giá có sẵn. Phương pháp chiết khấu động được phát minh và cấp bằng sáng chế đầu tiên bởi Xign Corporation   vào đầu những năm 2000 để giúp các doanh nghiệp tận dụng các xu hướng này và thiết lập các điều khoản thanh toán sớm với các nhà cung cấp. Kể từ đó, phần mềm cho phép chiết khấu động đã trở thành một tính năng phổ biến của các sản phẩm tự động hóa thanh toán. Gần đây, các phương thức chiết khấu động đang được triển khai thông qua các trang web đấu giá cho phép người mua và nhà cung cấp đàm phán các điều khoản thanh toán và giảm giá trên số tiền lớn chi tiêu của họ.

## Làm thế nào để chiết khấu động làm việc?
Các tổ chức mua cung cấp để trả nhà cung cấp của họ sớm để đổi lấy giảm giá. Thanh toán càng sớm, chiết khấu càng lớn.
Trong lịch sử, không phải lúc nào cũng dễ dàng đạt được các thỏa thuận phù hợp với cả nhà cung cấp và người mua và vì các vấn đề thực tế, người mua luôn dễ dàng trả tiền sớm. Nhưng với việc sử dụng ngày càng nhiều các công nghệ và phương thức Mua để trả tiền (P2P), không có lý do gì khiến người mua không thể thanh toán kịp thời tùy thuộc vào cách các thỏa thuận hợp tác với nhà cung cấp đã được thỏa thuận.
Một ví dụ về lý do tại sao chiết khấu động có lợi cho người mua như sau. Nếu người mua nhận được chiết khấu 2% khi thanh toán sớm hóa đơn, ví dụ như thanh toán hóa đơn ròng 30 ngày sau 10 ngày. Do đó, thay vì kiếm lãi từ tiền mặt trong tài khoản, nó đã đầu tư vào 20 ngày để nhận được 2% tiền lãi, Điều này tương đương với lợi nhuận trên vốn hàng năm trên 36%. Mặc dù việc thanh toán sớm hóa đơn sẽ dẫn đến việc giảm lãi tiền mặt, nhưng lợi nhuận của việc thanh toán sớm vượt xa sự mất mát của lãi suất. Khoản thanh toán sớm đó cũng có thể rất có giá trị đối với nhà cung cấp coi trọng dòng tiền hơn tỷ suất lợi nhuận cao.
Đối với nhiều nhà cung cấp tín dụng là khó khăn và/hoặc tốn kém để đảm bảo. Bằng cách hợp tác chặt chẽ với khách hàng và tận dụng sức mạnh và tính linh hoạt của hệ thống P2P, họ có thể tạo ra một sức mạnh tổng hợp thực sự giúp giảm giá, giảm chi phí vay và cuối cùng là giảm chi phí kinh doanh.

## Tính năng, đặc điểm
- Số tiền chiết khấu được tính toán linh hoạt dựa trên số ngày còn lại cho đến ngày đáo hạn
- Giảm giá không cần phải thương lượng trước, thay vào đó, người mua có thể đặt giới hạn thanh khoản và lãi suất và cho phép nhà cung cấp tự động giảm giá khi nhu cầu vốn lưu động ra lệnh
- Các bên giao dịch có thể khai thác nguồn vốn lưu động thay thế không rủi ro với việc sử dụng các chủ nợ của bên thứ ba trả tiền sớm thay cho người mua

## Lợi ích
Chiết khấu động cung cấp cho nhà cung cấp tính linh hoạt của việc chiết khấu một số hoặc tất cả các khoản phải thu của họ, loại bỏ nhu cầu sử dụng các tùy chọn tài chính chi phí cao như bao thanh toán hoặc cho vay dựa trên tài sản để có được thanh khoản tiền mặt và vị thế bảng cân đối mạnh hơn. Nó cũng giảm thiểu sự không chắc chắn xung quanh thời gian và số tiền thanh toán, cho phép khả năng dự báo dòng tiền vượt trội. Mặt khác, tài trợ của nhà cung cấp có thể cho phép người mua mở rộng điều khoản thanh toán bằng cách bơm vốn của bên thứ ba. Những lợi ích này tích lũy mà không ảnh hưởng xấu đến quan hệ đối tác thương mại. Chiết khấu động dựa trên xếp hạng tín dụng của người mua thay vì bị ràng buộc với rủi ro của nhà cung cấp, tăng cường hơn nữa mối quan hệ giữa người mua và nhà cung cấp.
- Cho phép người mua thanh toán sớm nhà cung cấp của họ để đổi lấy giảm giá
- Cho phép người mua được hưởng lợi từ lợi nhuận hai chữ số, không có rủi ro
- Giảm chi tiêu hàng năm của các tổ chức lớn bằng cách kiếm thêm chiết khấu thanh toán sớm đáng kể thông qua giảm giá bổ sung cho hóa đơn không chiết khấu và nắm bắt tối đa các khoản chiết khấu truyền thống
- Tăng cường chuỗi cung ứng tài chính và mối quan hệ nhà cung cấp bằng cách cung cấp cho các nhà cung cấp khả năng tiếp cận tiền mặt nhanh chóng, dễ dàng.
- Được tích hợp đầy đủ trong / giữa hai Hệ thống ERP, nhà cung cấp có thể hưởng lợi từ tính minh bạch của hóa đơn nhận được ở phía người mua và thậm chí có thể sử dụng một lời khuyên tích hợp về thanh toán như quảng cáo giá trị trong buồng lái thanh toán của mình * (ví dụ NHỰA CÂY).